# 路易斯維爾鎮區 (明尼蘇達州斯科特縣)
路易斯維爾鎮區（英語：Louisville Township）是位於美國明尼蘇達州斯科特縣的一個行政鎮區。

## 歷史
路易斯維爾鎮區於1858年設立，得名自肯塔基州的路易斯維爾。

## 地方資料
路易斯維爾鎮區的面積為37.70平方千米，當中陸地面積為36.35平方千米，而水域面積為1.35平方千米。根據2020年美國人口普查的數據，當地共有人口1342人，而人口密度為每平方千米35.6人。